# ゲリット・ホルトマン
ゲリット・ホルトマン（Gerrit Stephan Barba Holtmann, 1995年3月25日 - ）は、ブレーメン出身のプロサッカー選手。フィリピン代表。SVダルムシュタット98所属。ポジションはミッドフィールダー、フォワード（主に左ウイング）。

## 経歴

### クラブ
ブレーマーハーフェンのいくつかのクラブの下部組織で過ごした後、ヴェルダー・ブレーメンの下部組織に入団。2013年にJFVブレーマーハーフェンに移った。
2014年、レギオナルリーガ・ノルトのブラウンシュヴァイクと契約。2. ブンデスリーガ・2014-2015シーズン第30節のエルツゲビルゲ・アウエ戦でプロデビュー。
2016年6月、マインツ05に移籍。2017年12月2日、ホームでのアウクスブルク戦でブンデスリーガ初ゴールを記録し、試合も3-1で勝利した。
2019年6月27日、シーズン終了までの期限つきでパーダーボルン07に移籍。
2020年8月、3年契約でボーフムに加入。2022年1月、ホームでのマインツ05戦で挙げた、GKを含む6人を抜いた独走ゴールがドイツ年間ベストゴール（独: Tor des Jahres）に選出された。
2023年8月6日、買取オプション付き1シーズンローンでトルコ・スュペル・リグのアンタルヤスポルに加入。
2024年1月21日、ドイツに戻りダルムシュタットにローン移籍。

### 代表

#### ドイツ世代別代表
2015年10月7日、トルコ戦でU-20ドイツ代表デビュー。

#### フィリピン代表
2016年ごろにはフィリピン代表を選択することを決めていたが、まずはブンデスリーガでレギュラーポジションを確立することを望んでいた。
2021年3月、ワールドカップ・アジア2次予選の残りの試合をフィリピン代表としてプレイできるようフィリピン国籍を申請中であるとインタビューで語った。2か月後の5月に、ワールドカップ予選の中国戦、グアム戦、モルディブ戦に召集された。しかし、書類の不備のため、これらの試合に出場することはできなかった。
2022 FASトライネイションズ・シリーズで、フィリピン代表のメンバー25名に初選出された。しかし、開催地であるシンガポールへ向かう準備をしている最中にCOVID-19への感染が判明し、またもプレイすることは叶わなかった。6月、アジアカップ3次予選でようやくトーマス・ドゥーリー監督が率いるフィリピン代表に召集された。モンゴル戦に先発出場し、フィリピン代表デビュー。93分に代表初ゴールを記録し、1-0での勝利に貢献した。

## 人物
ドイツで生まれ育ち、母親がフィリピン人であるため、両国の代表資格を有している。
スピードに優れ、2020-21シーズンに記録した瞬間時速36.43 km/hは、ブンデスリーガ2部で最も速く、ブンデスリーガ全体でもアルフォンソ・デイヴィスに次ぐ数字であった。『FIFA 19』など、コンピュータゲームにおいてもスピードに関する能力値は高く設定されている。
左ウイングを主戦場とするが、左サイドバックや右ウイングでプレイすることもある。

## 個人成績

### クラブ
| 国内大会個人成績 | 国内大会個人成績     | 国内大会個人成績 | 国内大会個人成績 | 国内大会個人成績 | 国内大会個人成績 | 国内大会個人成績 | 国内大会個人成績 | 国内大会個人成績 | 国内大会個人成績 | 国内大会個人成績 | 国内大会個人成績 |
| 年度             | クラブ               | 背番号           | リーグ           | リーグ戦         | リーグ戦         | リーグ杯         | リーグ杯         | オープン杯       | オープン杯       | 期間通算         | 期間通算         |
| 年度             | クラブ               | 背番号           | リーグ           | 出場             | 得点             | 出場             | 得点             | 出場             | 得点             | 出場             | 得点             |
| ドイツ           | ドイツ               | ドイツ           | ドイツ           | リーグ戦         | リーグ戦         | リーグ杯         | リーグ杯         | DFBポカール      | DFBポカール      | 期間通算         | 期間通算         |
| ---------------- | -------------------- | ---------------- | ---------------- | ---------------- | ---------------- | ---------------- | ---------------- | ---------------- | ---------------- | ---------------- | ---------------- |
| 2014-15          | ブラウンシュヴァイク | 17               | ブンデス2部      | 1                | 0                | -                | -                | 0                | 0                | 1                | 0                |
| 2015-16          | ブラウンシュヴァイク | 38               | ブンデス2部      | 30               | 4                | -                | -                | 2                | 2                | 32               | 6                |
| 2016-17          | マインツ             | 38               | ブンデスリーガ   | 5                | 0                | -                | -                | 0                | 0                | 5                | 0                |
| 2017-18          | マインツ             | 38               | ブンデスリーガ   | 17               | 2                | -                | -                | 1                | 0                | 18               | 2                |
| 2018-19          | マインツ             | 38               | ブンデスリーガ   | 4                | 0                | -                | -                | 1                | 0                | 5                | 0                |
| 2019-20          | パーダーボルン07     | 38               | ブンデスリーガ   | 24               | 1                | -                | -                | 2                | 0                | 26               | 1                |
| 2020-21          | ボーフム             | 21               | ブンデス2部      | 30               | 4                | -                | -                | 3                | 1                | 33               | 5                |
| 2021-22          | ボーフム             | 17               | ブンデスリーガ   | 29               | 5                | -                | -                | 4                | 0                | 33               | 5                |
| 2022-23          | ボーフム             | 17               | ブンデスリーガ   | 23               | 1                | -                | -                | 3                | 0                | 26               | 1                |
| トルコ           | トルコ               | トルコ           | トルコ           | リーグ戦         | リーグ戦         | トルコ杯         | トルコ杯         | オープン杯       | オープン杯       | 期間通算         | 期間通算         |
| 2023-24          | アンタルヤスポル     | 38               | スュペル・リグ   | 7                | 0                | 1                | 1                | -                | -                | 8                | 1                |
| ドイツ           | ドイツ               | ドイツ           | ドイツ           | リーグ戦         | リーグ戦         | リーグ杯         | リーグ杯         | DFBポカール      | DFBポカール      | 期間通算         | 期間通算         |
| 2023-24          | ダルムシュタット     | 25               | ブンデスリーガ   |                  |                  | -                | -                |                  |                  |                  |                  |
| 通算             | ドイツ               | ドイツ           | ブンデス2部      | 61               | 8                | -                | -                | 5                | 3                | 66               | 11               |
| 通算             | ドイツ               | ドイツ           | ブンデスリーガ   | 102              | 9                | -                | -                | 11               | 0                | 113              | 9                |
| 通算             | トルコ               | トルコ           | スュペル・リグ   | 7                | 0                | 1                | 1                | -                | -                | 8                | 1                |
| 総通算           | 総通算               | 総通算           | 総通算           | 170              | 17               | 1                | 1                | 16               | 3                | 187              | 21               |

### 代表
| フィリピン代表 | 国際Aマッチ | 国際Aマッチ |
| 年             | 出場        | 得点        |
| -------------- | ----------- | ----------- |
| 2022           | 2           | 1           |
| 通算           | 2           | 1           |

#### ゴール
| #  | 年月日        | 開催地                               | 対戦国   | 勝敗 | 試合概要                            |
| -- | ------------- | ------------------------------------ | -------- | ---- | ----------------------------------- |
| 1. | 2022年6月11日 | MFFフットボールセンター（ モンゴル） | モンゴル | ○1-0 | AFCアジアカップ2023 (予選)・3次予選 |

## タイトル

### クラブ
VfLボーフム
- ブンデスリーガ2部（2020-2021）

### 個人
- ドイツ年間ベストゴール（2021-2022）[28]